# Marius Borgeaud
Marius Borgeaud (n. 21 septembrie 1861, Lausanne, cantonul Vaud, Elveția – d. 16 iulie 1924, Paris, Franța) a fost un pictor elvețian postimpresionist care s-a născut la Lausanne.

## Viața timpurie
Borgeaud provenea dintr-un mediu burghez; a urmat Școala Industrială din Lausanne și nu a intenționat să se apuce de pictură. Din întâmplare, viitorul proprietar de galerie Paul Vallotton a fost unul dintre colegii săi de școală. În 1888, a început să lucreze într-o bancă din Marsilia și a rămas acolo până la moartea tatălui său în anul următor după care a moștenit o moștenire semnificativă. În următorul deceniu Borgeaud a risipit această moștenire ducând o viață costisitoare, în special la Paris. Stilul său excesiv de viață i-a amenințat sănătatea și l-a forțat să se detoxifice pe malul lacului Constanța în 1900 sub tutelă. La scurt timp după ce s-a întors pentru a se stabili la Paris, s-a dedicat picturii.

## Paris
Sosirea lui la Paris, aspirând să devină pictor la începutul secolului al XX-lea, nu a fost ieșită din comun. Colonia de artă elvețiană de acolo era puternică; unii dintre membrii săi celebri au fost Félix Vallotton⁠(d), Théophile Alexandre Steinlen⁠(d), Eugène Grasset, Ernest Bieler⁠(d) și René Auberjonois. După ce a devenit bine integrat printre ei în jurul anului 1906, Borgeaud s-a alăturat secțiunii din Paris a Societății Pictorilor și Arhitecților Elvețieni.
Ucenicia sa, între 1901 și 1903, a fost realizată sub îndrumarea artiștilor Fernand Cormon și Ferdinand Humbert⁠(d), fiecare dintre aceștia având o celebră academie. Opera lui Borgeaud din această epocă este în mare parte pierdută și nu există tablouri cunoscute înainte de 1904.
Ajuns târziu în meserie, la patruzeci de ani, apela frecvent la artiști mai tineri decât el. Unii dintre ei îi devin prieteni precum Francis Picabia, Paul de Castro⁠(d) (1882–1939), Maurice Asselin (1882–1947) și în special Morerod Edward (1879–1919). Timp de câteva veri, în 1904 sau 1905, a pictat alături de Picabia la Moret-sur-Loing⁠(d) (Seine-et-Marne) cu frații Ludovic Rodo Pissarro și Georges Manzana-Pissarro. Lucrările acestei perioade sunt puternic influențate de impresionism. De la aceste începuturi, au supraviețuit doar câteva picturi, în mare parte peisaje.
În 1908, două evenimente au marcat permanent opera lui Borgeaud. Prima a fost o serie de picturi de interioare, iar a doua a fost descoperirea Bretaniei. Această zonă a atras artiști care lucrau în mod regulat la Paris încă din secolul al XIX-lea datorită tradiției, costurilor reduse, geografiei pitorești și condițiilor meteorologice variabile.
După scurte opriri în Pont-Aven și Locquirec în 1908, Borgeaud s-a mutat în 1909 la Rochefort-en-Terre în Morbihan. În această localitate a creat două dintre cele mai cunoscute serii ale sale, unul în primărie și celălalt în farmacia din colț, ambele aducându-i un mare succes la salonul independenților din Paris, astfel lansându-i-se cariera.
La Rochefort-en-Terre, Borgeaud a cunoscut-o pe Madeleine Gascoin, cu douăzeci și opt de ani mai mică decât el, cu care s-a căsătorit în 1923. Între timp, s-a mutat într-un alt sat din Bretania, Le Faouët, cunoscut și pentru pictorii din colonie. A preferat locurile anonime, precum gara, și a pictat mereu interioare mai private, păstrând în același timp o afecțiune deosebită pentru scenele de han. Picturile pe care le-a produs în cei trei ani petrecuți la Faouët, între începutul anului 1920 și sfârșitul anului 1922, sunt considerate apogeul operei sale. Marius Borgeaud s-a mutat în anul următor la Audierne. Problemele de sănătate l-au epuizat acolo în 1924. S-a întors la Paris, unde a murit în apartamentul său de la 43 rue Lamarck, la 16 iulie 1924.

## Opera
Cele mai multe dintre cele 300 de picturi în ulei existente ale lui Borgeaud sunt peisaje și scene interioare. Cu toate acestea, cincisprezece sunt portrete de oameni, cea mai faimoasă fiind Coco Chanel.

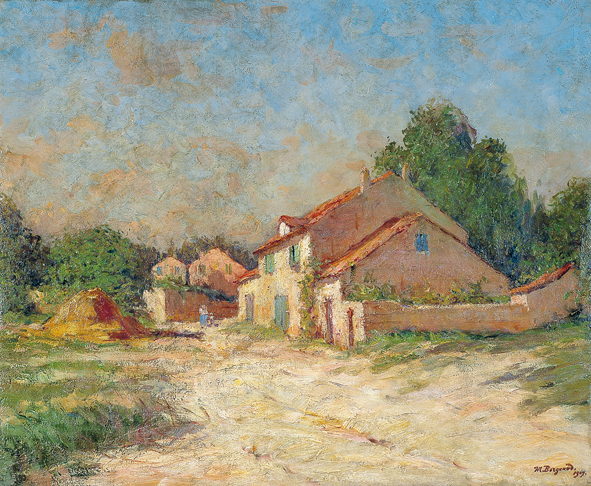
Vieilles maisons, effet de soleil (1907)
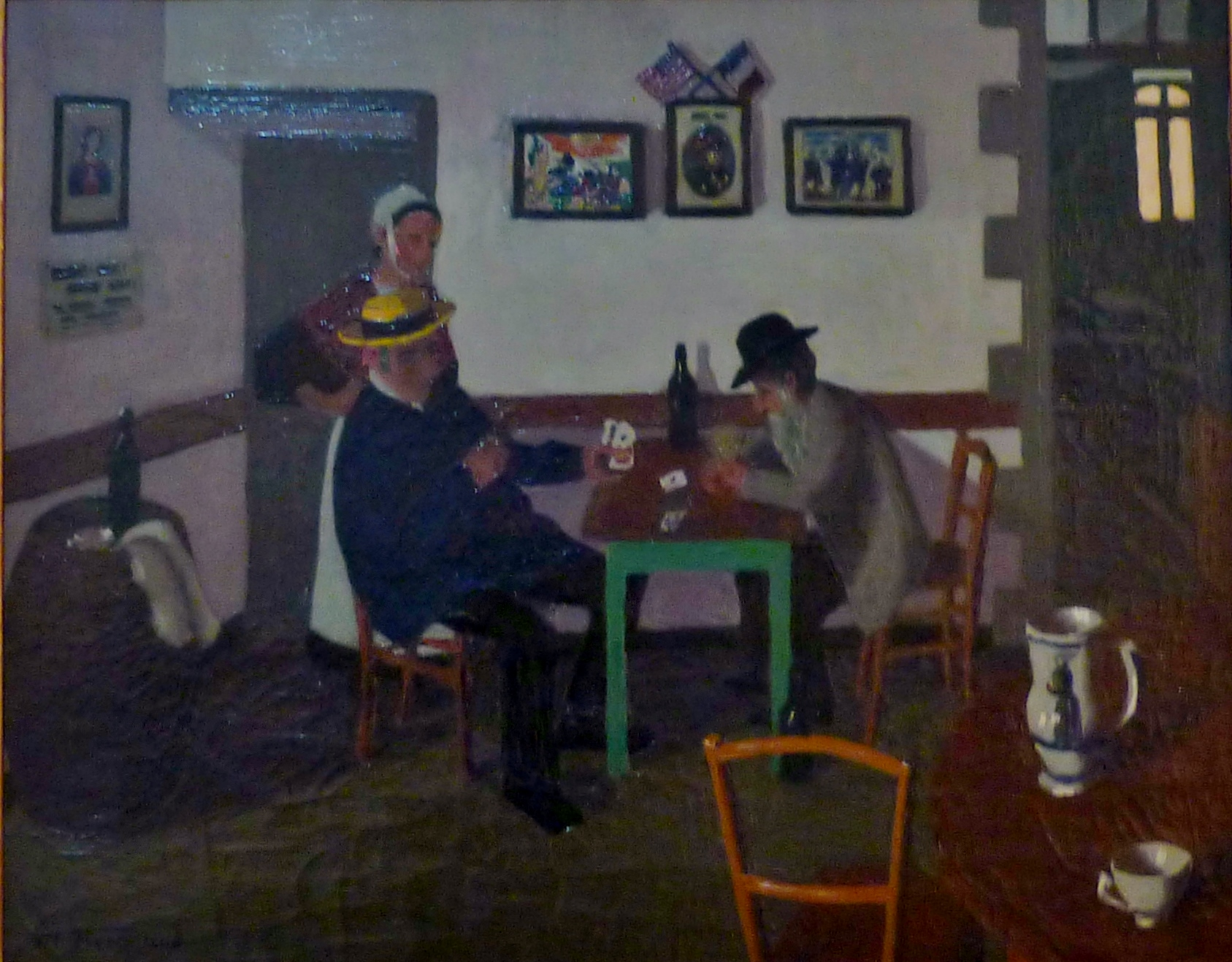
Les joueurs de cartes (1917)
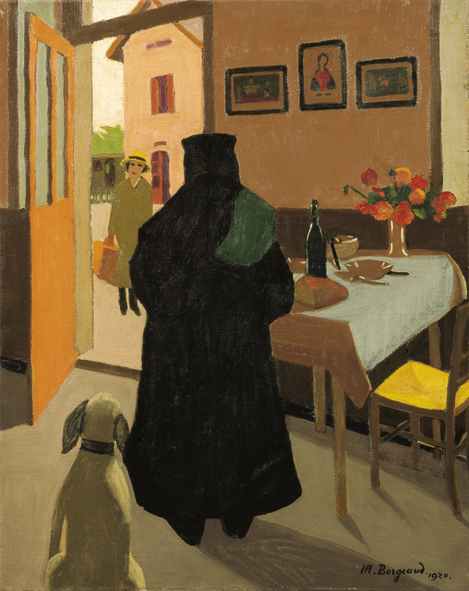
L'arrivée (1920)
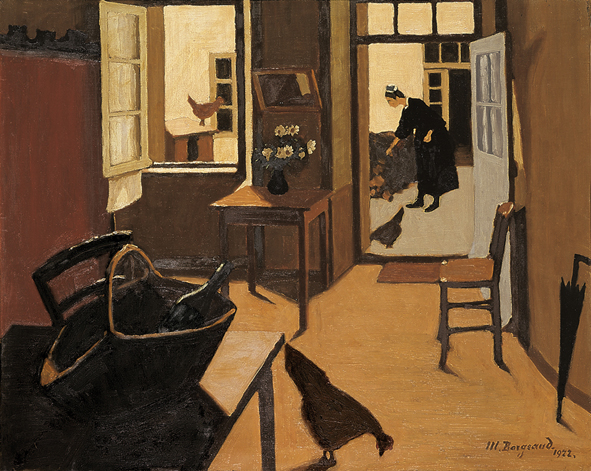
La bretonne et ses poules (1922)
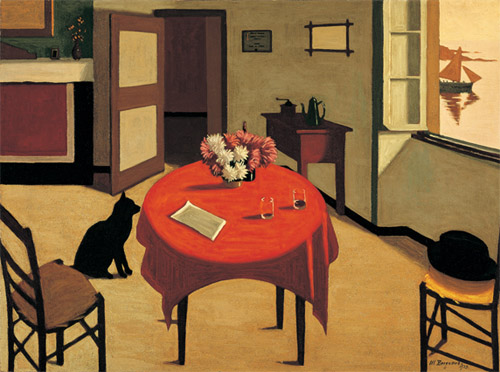
Intérieur aux deux verres (1923)
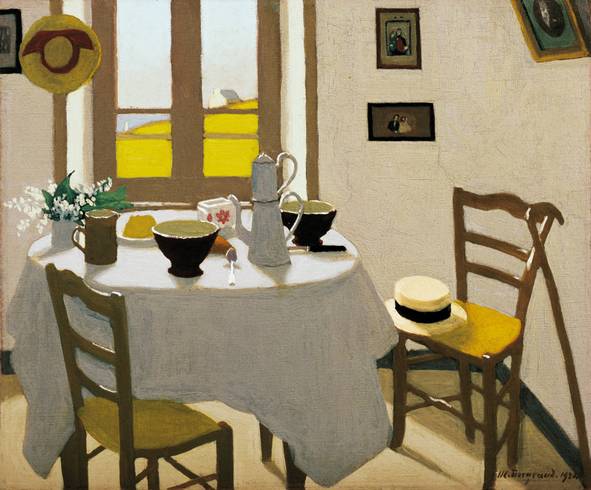
La chambre blanche (1924)